# Speak (film)
Speak (2004) is een Amerikaanse televisiefilm geproduceerd door Showtime Independent Films, onder regie van Jessica Sharzer. Zij baseerde het verhaal op dat uit de gelijknamige roman Speak van Laurie Halse Anderson.

## Verhaal
Melinda Sordino (Kristen Stewart) maakt in een zomervakantie iets mee dat haar leven in één klap verandert. Dit gaat gepaard met problemen op school, vrienden en familie. Op een dag vertelt ze waarom zij is veranderd en sindsdien niet veel meer zegt.

## Rolverdeling
- Kristen Stewart als Melinda Sordino
- Hallee Hirsh als Rachel Bruin
- Eric Lively als Andy Evans
- Allison Siko als Heather
- Steve Zahn als Mr. Freeman
- Elizabeth Perkins als Joyce Sordino
- D.B. Sweeney als Jack Sordino
- Michael Angarano als Dave Petrakis